# Denkendorfer Erlachsee
Der Erlachsee liegt an der Landesstraße L 1204 zwischen Denkendorf und Neuhausen auf den Fildern im Landkreis Esslingen. Er gehört zu den wenigen Stillgewässern auf der wasserarmen Filderebene. Die alten Denkendorfer nennen ihn deshalb in ihrem Sprachgebrauch einfach „Dor Sae“ („der See“), weil es in der näheren Umgebung keinen weiteren gibt. Der See wird von einer etwa fünfzig Meter südlich gelegenen Quelle gespeist. Der Abfluss erfolgt über den Erlachgraben nach Osten, dann durch den ehemaligen Klosterbezirk hindurch zur Körsch. Seine Anlage geht auf die Mönche des Klosters Denkendorf zurück, die in dem Teich Karpfen für die Fastenzeit züchteten. Die Mönche nutzten die vorhandene feuchte Senke und verschlossen diese durch einen Damm.
Seit seiner Entstehung im Jahr 1129 hat sich der Erlachsee zu einer kleinen Naturoase entwickelt. 1989 wurde er als Naturschutzgebiet ausgewiesen, um den See mit seiner offenen Wasserfläche, den Röhricht- und Verlandungszonen und dem Ufergehölz mit natürlichem Bruchwald in der nordwestlichen Senke sowie die artenreiche Tier- und Pflanzenwelt zu erhalten. Schon in der Anfangszeit des amtlichen Naturschutzes wurde das Gebiet am 18. Oktober 1937 als geschützter Landschaftsbestandteil ausgewiesen. Mit Verordnung vom 15. Dezember 1975 war dann eine Fläche von 15,5 Hektar unter dem Namen „Erlachsee“ als Landschaftsschutzgebiet ausgewiesen worden. Durch die Ausweisung des Naturschutzgebiets hat sich das Landschaftsschutzgebiet 1989 entsprechend verkleinert.
Heute führt ein Fußweg am Teil des Sees entlang. Der andere Teil ist abgesperrt und das Betreten ist verboten.
Das NSG gehört außerdem zum FFH-Gebiet 7321-341 Filder.